# Supercopa de España de Fútbol 2001
La Supercopa de España de 2001 fue la XVIII edición del torneo, correspondiente a la temporada 2001-02. Se disputó a doble partido en España los días 19 y 22 de agosto. Enfrentó al campeón de la Primera División 2000-01, el Real Madrid C. F., y el campeón de la Copa del Rey 2000-01, el Real Zaragoza.
El Real Madrid se adjudicó el título por sexta vez en su historia tras vencer en el computo global por 4:1.
| Bandera de Aragón | 1-4 | Bandera de la Comunidad de Madrid |
| Real Zaragoza 1 0 | 1-4 | Real Madrid C. F. 1 3             |
| ----------------- | --- | --------------------------------- |

## Supercopa de 2001
| Real Madrid C. F. |  | Bandera de la Comunidad de Madrid |  | Campeón de la Primera División de España (2000/01) |
| Real Zaragoza     |  | Bandera de Aragón                 |  | Campeón de la Copa del Rey (2000/01)               |

### Ida
| 13         | POR        | César Láinez       |     |
| 25         | DEF        | Esquerdinha        |     |
| 6          | DEF        | Xavi Aguado        |     |
| 23         | DEF        | Paco Jémez         |     |
| 16         | DEF        | Pablo Díaz         | 73' |
| 16         | MED        | José Ignacio Sáenz |     |
| 20         | MED        | Roberto Acuña      |     |
| 11         | MED        | Martín Vellisca    | 73' |
| 7          | MED        | Juanele            |     |
| 3          | DEL        | Paulo Jamelli      |     |
| 9          | DEL        | Yordi              |     |
| Entrenador | Entrenador | Txetxu Rojo        |     |

| 1          | POR        | César Sánchez      |     |
| 2          | DEF        | Míchel Salgado     |     |
| 4          | DEF        | Fernando Hierro    |     |
| 18         | DEF        | Aitor Karanka      |     |
| 3          | DEF        | Roberto Carlos     |     |
| 24         | MED        | Claude Makélélé    |     |
| 10         | MED        | Luís Figo          | 88' |
| 21         | MED        | Santiago Solari    | 70' |
| 5          | MED        | Zinedine Zidane    | 80' |
| 16         | MED        | Flavio Conceição   |     |
| 7          | DEL        | Raúl González      |     |
| Entrenador | Entrenador | Vicente del Bosque |     |

| 4  | DEF | Luis Cuartero    | 73' |
| 24 | DEL | Luciano Galletti | 73' |

| 8  | MED | Steve McManaman   | 70' |
| 9  | MED | Fernado Morientes | 80' |
| 20 | MED | Albert Celades    | 88' |

|  | 79' | Yordi | 1-1 |

|  | 54' | Flavio Conceição | 0-1 |

| Árbitro: | Antonio Jesús López Nieto |

| 13         | POR        | César Láinez       |     |
| 25         | DEF        | Esquerdinha        |     |
| 6          | DEF        | Xavi Aguado        |     |
| 23         | DEF        | Paco Jémez         |     |
| 16         | DEF        | Pablo Díaz         | 73' |
| 16         | MED        | José Ignacio Sáenz |     |
| 20         | MED        | Roberto Acuña      |     |
| 11         | MED        | Martín Vellisca    | 73' |
| 7          | MED        | Juanele            |     |
| 3          | DEL        | Paulo Jamelli      |     |
| 9          | DEL        | Yordi              |     |
| Entrenador | Entrenador | Txetxu Rojo        |     |

| 1          | POR        | César Sánchez      |     |
| 2          | DEF        | Míchel Salgado     |     |
| 4          | DEF        | Fernando Hierro    |     |
| 18         | DEF        | Aitor Karanka      |     |
| 3          | DEF        | Roberto Carlos     |     |
| 24         | MED        | Claude Makélélé    |     |
| 10         | MED        | Luís Figo          | 88' |
| 21         | MED        | Santiago Solari    | 70' |
| 5          | MED        | Zinedine Zidane    | 80' |
| 16         | MED        | Flavio Conceição   |     |
| 7          | DEL        | Raúl González      |     |
| Entrenador | Entrenador | Vicente del Bosque |     |

| 4  | DEF | Luis Cuartero    | 73' |
| 24 | DEL | Luciano Galletti | 73' |

| 8  | MED | Steve McManaman   | 70' |
| 9  | MED | Fernado Morientes | 80' |
| 20 | MED | Albert Celades    | 88' |

|  | 79' | Yordi | 1-1 |

|  | 54' | Flavio Conceição | 0-1 |

| Árbitro: | Antonio Jesús López Nieto |

### Vuelta
| 1          | POR        | Iker Casillas      |     |
| 2          | DEF        | Míchel Salgado     |     |
| 4          | DEF        | Fernando Hierro    |     |
| 18         | DEF        | Aitor Karanka      |     |
| 3          | DEF        | Roberto Carlos     | 85' |
| 24         | MED        | Claude Makélélé    |     |
| 10         | MED        | Luís Figo          |     |
| 16         | MED        | Flavio Conceição   |     |
| 5          | MED        | Zinedine Zidane    | 71' |
| 7          | DEL        | Raúl González      |     |
| 9          | DEL        | Fernando Morientes | 67' |
| Entrenador | Entrenador | Vicente del Bosque |     |

| 1          | POR        | César Láinez       |     |
| 25         | DEF        | Esquerdinha        |     |
| 6          | DEF        | Xavi Aguado        |     |
| 23         | DEF        | Paco Jémez         |     |
| 16         | DEF        | Gary Sundgren      |     |
| 16         | MED        | José Ignacio Sáenz |     |
| 20         | MED        | Roberto Acuña      |     |
| 11         | MED        | Martín Vellisca    | 81' |
| 8          | MED        | Santiago Aragón    | 74' |
| 9          | DEL        | Yordi              |     |
| 24         | DEL        | Luciano Galletti   | 59' |
| Entrenador | Entrenador | Txetxu Rojo        |     |

| 14 | MED | Guti            | 67' |
| 11 | MED | Savio           | 71' |
| 21 | MED | Santiago Solari | 85' |

| 4 | DEF | Luis Cuartero | 59' |
| 9 | DEL | Yordi         | 74' |
| 7 | DEL | Juanete       | 81' |

|  | 74' | Raúl González | 1-0 |
|  | 81' | Raúl González | 2-0 |
|  | 89' | Raúl González | 3-0 |

|  |  |

|  | 29' | Fernando Morientes |

|  | 17' | Gary Sundgren      |
|  | 43' | Luciano Galletti   |
|  | 66' | José Ignacio Sáenz |

| Árbitro: | Eduardo Iturralde González |

| 1          | POR        | Iker Casillas      |     |
| 2          | DEF        | Míchel Salgado     |     |
| 4          | DEF        | Fernando Hierro    |     |
| 18         | DEF        | Aitor Karanka      |     |
| 3          | DEF        | Roberto Carlos     | 85' |
| 24         | MED        | Claude Makélélé    |     |
| 10         | MED        | Luís Figo          |     |
| 16         | MED        | Flavio Conceição   |     |
| 5          | MED        | Zinedine Zidane    | 71' |
| 7          | DEL        | Raúl González      |     |
| 9          | DEL        | Fernando Morientes | 67' |
| Entrenador | Entrenador | Vicente del Bosque |     |

| 1          | POR        | César Láinez       |     |
| 25         | DEF        | Esquerdinha        |     |
| 6          | DEF        | Xavi Aguado        |     |
| 23         | DEF        | Paco Jémez         |     |
| 16         | DEF        | Gary Sundgren      |     |
| 16         | MED        | José Ignacio Sáenz |     |
| 20         | MED        | Roberto Acuña      |     |
| 11         | MED        | Martín Vellisca    | 81' |
| 8          | MED        | Santiago Aragón    | 74' |
| 9          | DEL        | Yordi              |     |
| 24         | DEL        | Luciano Galletti   | 59' |
| Entrenador | Entrenador | Txetxu Rojo        |     |

| 14 | MED | Guti            | 67' |
| 11 | MED | Savio           | 71' |
| 21 | MED | Santiago Solari | 85' |

| 4 | DEF | Luis Cuartero | 59' |
| 9 | DEL | Yordi         | 74' |
| 7 | DEL | Juanete       | 81' |

|  | 74' | Raúl González | 1-0 |
|  | 81' | Raúl González | 2-0 |
|  | 89' | Raúl González | 3-0 |

|  |  |

|  | 29' | Fernando Morientes |

|  | 17' | Gary Sundgren      |
|  | 43' | Luciano Galletti   |
|  | 66' | José Ignacio Sáenz |

| Árbitro: | Eduardo Iturralde González |

| Campeón Supercopa de España 2001 |
| -------------------------------- |
| Real Madrid C.F. 6° Título       |

| Predecesor: Supercopa de España 2000 | Supercopa de España 2001 | Sucesor: Supercopa de España 2002 |